# Arctotheca calendula
Arctotheca calendula — вид квіткових рослин родини айстрові (Asteraceae). лат. calendula — «довгоживучий».

## Опис
Це багаторічна або однорічна повзуча рослина, яка росте в розетках і посилає пагони, які можуть швидко поширюватися по ґрунту. Має вічнозелену розетку. Листя покриті шерстистими волосками, особливо в нижній частині. Листя глибоко розсічені або зубчасті, 5–15×2–5 см. Волохаті стебла тримають невеликі квіти з жовтими пелюстками, які іноді мають фіолетовий або зелений або жовтий відтінок, оточений білими променями, що проходять від центрів квітів. Квіткові голови на стеблах від 10 до 25 сантиметрів в довжину. Сім'янки бл. 2,4-2,5 мм, грубі, коричнево-рожеві.

## Екологія
Вирощується як декоративна через свій привабливий вигляд, але має великий потенціал інвазивності при інтродукції на нове місце. Рослина може відтворюватися вегетативно або насінням. Цвіте з березня по травень (червень).

## Поширення
Рідний діапазон: Лесото; ПАР. Натуралізований: Марокко; Греція; Італія — Сицилія, Сардинія; Франція; Португалія [у тому числі Азорські острови]; Гібралтар; Іспанія; Австралія; Нова Зеландія; США — Каліфорнія; Аргентина — Буенос-Айрес; Чилі. Експансія: Бельгія; Чехія; Швеція; Об'єднане Королівство; Хорватія. Також культивується. Натуралізується в прибережних пісках.

## Галерея

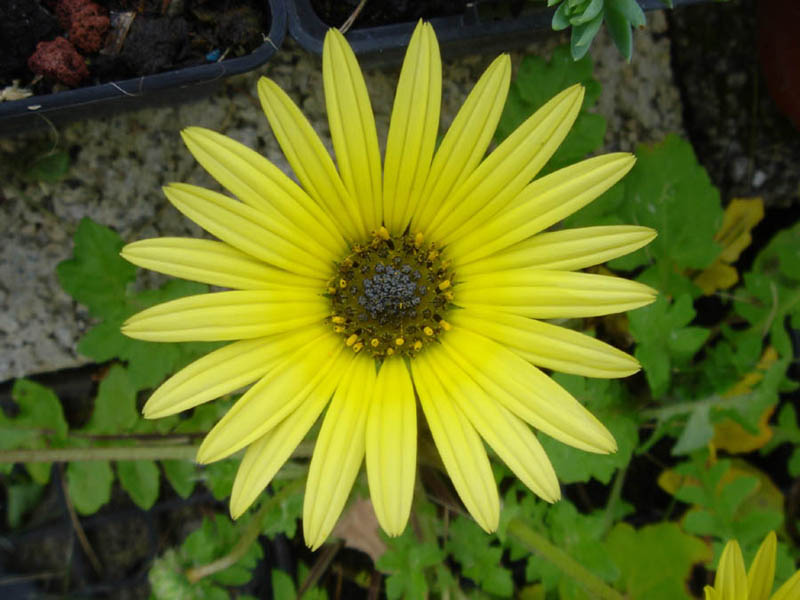
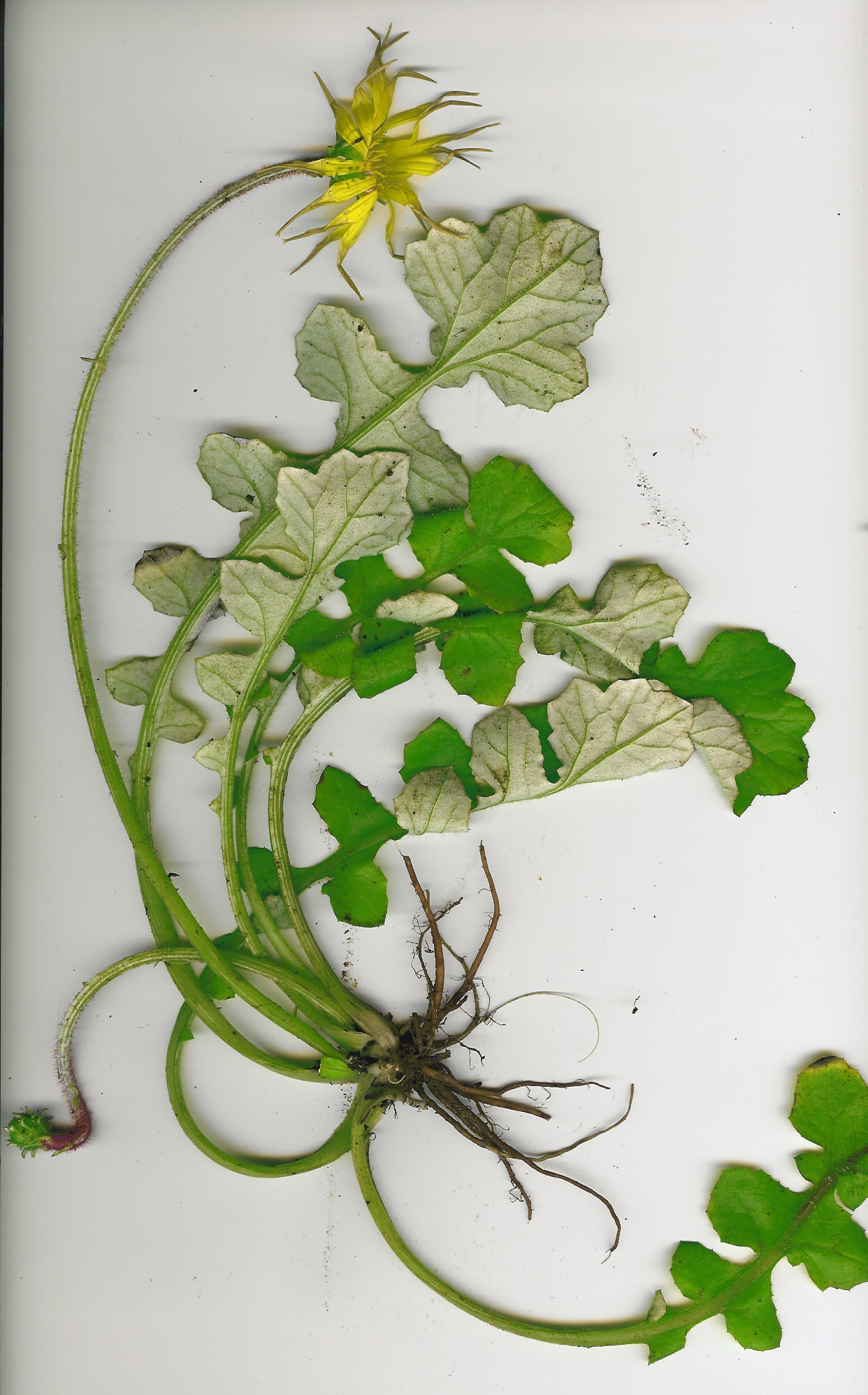

|  | Це незавершена стаття про айстрові. Ви можете допомогти проєкту, виправивши або дописавши її. |